# Faro di Capo Mele
Il faro di Capo Mele è un faro situato sul promontorio di Capo Mele, che divide le località di Laigueglia e Andora in provincia di Savona (Liguria). È considerato dai geografi il limite ovest del golfo di Genova.

## Storia
I lavori di costruzione del faro da parte del Genio Civile terminarono nel 1856.
La sua architettura non è stata pressoché modificata rispetto a quella originaria della metà dell'Ottocento, anche se è stato modificato il colore dell'intonacatura esterna dell'edificio, passando dal giallo al rosso,
La lampada ha funzionato a petrolio fino al 1909, data in cui si è passato all'alimentazione ad acetilene a produzione diretta con tre gruppi di luci. Nel 1936 si passò da impianto a produzione diretta ad impianto ad acetilene disciolto.

Nel 1953 sono stati eseguiti alcuni lavori edili nella parte retrostante, al fine di ricavare nuovi locali igienici.
Come molti altri fari italiani, anche questo faro ha subito, durante il secondo conflitto mondiale, ingenti danni i quali vennero riparati nel 1947-48. Il 1949 invece ha segnato la sua elettrificazione consentendogli di essere classificato Faro aeromarittimo.
Il faro è tuttora presidiato ed è gestito dal Comando di Zona Fari della Marina Militare con sede a La Spezia (che tra l'altro si occupa di tutti i fari dell'Alto Tirreno). La Marina Militare si occupa della gestione di tutti i fari (di cui 128 d'altura) sugli 8.000 km circa di coste italiane dal 1910, avvalendosi sia di tecnici militari che civili.

## Architettura
Si tratta di una torre a pianta circolare in muratura alta 25 m il cui diametro  all'altezza della lanterna è di 3,82 m. Sulla sommità si trova la lanterna originale dodecagonale a tre corsi di vetri piani, raggiungibile tramite una scala di 74 gradini. Adiacente alla torre, il fabbricato in muratura di tre piani che ospita i faristi.